# Война Харта
«Война Харта» (англ. Hart's War) — военная драма 2002 года режиссёра Грегори Хоблита о лагере для военнопленных времён Второй мировой войны. Экранизация одноимённого романа Джона Катценбаха.

## Сюжет
Во время Арденнского наступления лейтенант Томас Харт (Колин Фаррелл) попадает в плен, а затем препровождается в немецкий лагерь для военнопленных. Полковник Макнамара (Брюс Уиллис) отправляет его в солдатский барак, так как в офицерском бараке нет мест. Вскоре туда же попадают двое чернокожих лётчиков — лейтенанты Линкольн Скотт (Терренс Ховард) и Ламар Арчер (Виселос Реон Шеннон). Полковник Макнамара отказывается поселить чернокожих вместе с белыми офицерами и настаивает, чтобы они поселились в бараке рядовых, где новоприбывшие сталкиваются с унизительным отношением расиста-южанина Бедфорда (Коул Хаузер). В бараке под матрасом Ламара Арчера охрана лагеря находит самодельное холодное оружие, которое ему подложили. Арчера расстреливают.
Вскоре Бедфорда убивают, и подозрение падает на Линкольна Скотта. Немцы хотят казнить его, но Макнамара добивается разрешения провести над Скоттом военный суд, чтобы тот имел шанс доказать свою невиновность, и назначает его адвокатом Томаса Харта. Через некоторое время становится ясно, что и убийство, и военный суд были устроены, чтобы выиграть время и устроить побег группы заключённых, на пути у которой стоит сложнейшая личность — нацистский полковник, комендант лагеря Вернер Виссер (Марчел Юреш).
При построении лагеря отсутствовало тридцать пять военнопленных, включая полковника Макнамара. Комендант лагеря приказывает расстрелять всех, кто участвовал в судебном процессе. Но в этот момент у ворот появляется полковник Макнамара, а за пределами лагеря гремит серия взрывов. Комендант лагеря понимает, что Макнамара с группой военнопленных готовили побег с целью диверсии на заводе по производству снарядов, находящегося за территорией лагеря, а судебный процесс был придуман им для отвлечения внимания персонала лагеря. Макнамара берёт всю вину произошедшего на себя. Комендант лагеря расстреливает его в обмен на сохранение жизней остальных военнопленных американцев.

## В ролях
| Актёр               | Роль                                                |
| ------------------- | --------------------------------------------------- |
| Брюс Уиллис         | полковник Уильям Макнамара                          |
| Колин Фаррелл       | лейтенант Томас Харт                                |
| Терренс Ховард      | лейтенант Линкольн Скотт                            |
| Марчел Юреш         | оберст Вернер Виссер (комендант лагеря)             |
| Коул Хаузер         | старший сержант Вик Бедфорд                         |
| Сэм Джагер          | капитан Р. Дж. Циск (выступает обвинителем на суде) |
| Лайнус Роуч         | капитан Питер Росс                                  |
| Сэм Уортингтон      | капрал Б. Дж. Гудри                                 |
| Эдриан Гренье       | рядовой Дэниел Абрамс                               |
| Рори Кокрейн        | сержант Карл Уэбб                                   |
| Мори Стерлинг       | рядовой 1-го класса Деннис А. Гербер                |
| Джо Спано           | полковник Дж. М. Ландж                              |
| Виселос Реон Шеннон | лейтенант Ламар Арчер                               |

## Производство
В кастинге на главную роль лейтенанта Харта принимали участие Тоби Магуайр и Эдвард Нортон. Молодой актёр Джонатан Брэндис получил в фильме роль рядового Уэйкли. Брэндис возлагал большие надежды на фильм, однако сцены с его участием были вырезаны при монтаже. Актёр впал в депрессию и повесился в ноябре 2003 года.
Первоначально планировалось, что режиссёром фильма станет Альфонсо Куарон, однако тот предпочёл уступить режиссёрское кресло Грегори Хоблиту и снял картину «И твою маму тоже».

## Выпуск
«Война Харта» стала кассовым провалом, собрав в кинотеатрах всего около 32 миллиона долларов, при бюджете в 70. Фильм также получил сдержанные отзывы критиков. На сайте-агрегаторе Rotten Tomatoes картина имеет рейтинг 60% на основании 122 критических отзывов. На сайте Metacritic рейтинг фильма составляет 49 из 100 на основании 32 отзывов.

## Награды
- 2002 Премия Шанхайского международного кинофестиваля — лучший актёр (Колин Фаррелл)